# Acidente de Los Alfaques
Los Alfaques ( em catalão: Els Alfacs) é um parque de  campismo de praia situado no município de Alcanar, comarca de Montsià na província de Tarragona, onde a 11 de julho de 1978 ocorreu um gravíssimo acidente devido à explosão de um camião/caminhão cisterna que transportava propileno liquefeito. O resultado deste trágico acidente foram 217 mortos, mais de 300 feridos graves, e a destruição da maior parte (dois terços) do parque de campismo.  

## Descrição pormenorizada
No dia 11 de julho de 1978 um camião/caminhão cisterna carregado com 25 toneladas de  propileno liquefeito saiu de desde Tarragona da refinaria  Enpetrol,e dirigiu-se até ao sul da atual N-340, até Alicante. A cisterna tinha uma capacidade aproximada de 45 m³ e a quantidade carregada era de 25 toneladas, quando a quantidade máxima era de 19,35t a uma pressão de 8 bar (umas 8 Atm). Além disso, a cisterna fabricada em aço (liga metálica formada essencialmente por ferro e carbono) e não dispunha de nenhum sistema de alívio de pressão.
Provavelmente para evitar passar pela portagem que o condutor do camião cisterna, Francisco Ibernón, teria de pagar do seu próprio bolso, decidiu conduzir pela  N-340 na direção sul. Depois de percorrer 102 quilómetros - no quilómetro 159,5 - pelas 14 horas e trinta minutos (hora de Espanha), ao passar perto do parque de campismo "Los Alfaques", ocorreu a catástrofe.
Nesse momento, o parque de campismo tinha registadas 800 pessoas e estima-se que entre 300-400 estariam no raio da explosão, calculado entre 100 e 200 metros, que matou instantaneamente uma centena de pessoas.
Na investigação subsequente ficou demonstrado que o camião cisterna estava sobrecarregado, já que transportava  25 t em vez das 19 toneladas regulamentares. Como consequência do excesso de pressão, o tanque de aço rebentou, expulsando o gás liquefeito para o exterior, produzindo-se a ignição e a explosão do mesmo.
A bola de fogo resultante cobriu num instante a a maior parte do acampamento, afetando a praça ao sul da rua, e os muitos veraneantes que ali se encontravam.  Além disso, as altíssimas temperaturas  (mais de 1.500º C) fizeram com que uma grande quantidade de bombas de gás que o parque tinha também explodissem, acrescentando-se ao fogo da explosão. O condutor do camião e aproximadamente 140 veraneantes morreram imediatamente, antes de serem socorridos no hospital.  Tão alta era a temperatura que até foi ferver a água da praia, para aonde as pessoas fugiam.

## Causas possíveis
A análise do acidente determinou três possíveis causas: 
- A sobrecarga do tanque causou a rutura hidráulica da cisterna, com a consequente evaporação e expansão do gás liquefeito, dando lugar a uma explosão de tipo BLEVE. Esta foi a causa oficial segundo o tribunal de Tarragona.

- Uma fuga da cisterna produziu uma nuvem inflamável de propileno que se incendiou ao encontrar um ponto de ignição. O calor do incêndio produziu o aquecimento do interior do tanque, originando um aumento de pressão interna ao evaporar-se o propileno,o que produziu igualmente uma BLEVE.

- O camião sofreu um acidente de trânsito com fuga de propileno que se incendiou dando lugar a uma súbita bola de fogo.

Muitas das pessoas foram trasladadas para hospitais vizinhos. Muitos foram transportados para uma unidade de queimados do Hospital La Fe, de Valência, especialista em cuidados a queimados.

## Reação imediata
Os periódicos divulgaram que a tragédia durou aproximadamente 45 minutos, desde a explosão até à chegada das primeiras forças de resgate ao local do acidente. Entretanto, tanto os veraneantes e residentes locais já transportavam os afetados aos centros médicos pelos seus próprios automóveis ou nas suas autocaravanas. As ambulâncias e outras forças se emergência foram chegando gradualmente ao local. A Guarda Civil e as forças a esquadrinharam-se no parque de campismo com o objetivo de procurar sobreviventes.
Os feridos foram transportados para os hospitais de Barcelona e Madrid assim como para o Hospital La Fe em Valência. Durante os dias e semanas seguintes faleceram outros 70 veraneantes, devido à gravidade das queimaduras. No total morreram 217 pessoas, entre elas muitos turistas alemães, franceses e belgas. Além disso, mais de 300 pessoas sofreram graves queimaduras e que ainda hoje sofrem as suas consequências.
Com o acidente dois terços do parque de campismo com uma superfície de de 300 x 150 metros foram destruídos, ainda que a parte norte do recinto permanecesse quase intacta. A discoteca foi totalmente destruída pela força da onda expansiva, a parte posterior do tanque de combustível deslocou-se 300 metros, cravando-se no edifício.
A gravidade das queimaduras tornou muito difícil a identificação dos falecidos. Graças ao trabalho da "Comissão de Identificação" e do "Departamento de Investigação Criminal" da então  República Federal de Alemanha foi possível identificar todas as vítimas. 

## Consequências e responsabilidades
Hoje em dia, em consequência deste acidente, em Espanha proíbe-se  a passagem pelas povoações de veículos que transportem materiais perigosos. 
Em 1982 determinou-se a responsabilidade de duas empresas acusadas de negligência (imprudência temerária) e foram sentenciadas ao encarceramento por um ano dos seus diretivos. Numa subsequente ação civil, obrigou-se em 1982 e 1983 as empresas  "Cisternas Reunidas" e "Enpetrol" a pagar compensações de 2,2 mil milhões de pesetas (equivalentes a 138,23 milhões de euros, sem ter em conta a inflação).

## Los Alfaques na atualidade
Em consequência deste terrível acidente criaram-se regulamentos mais severos em relação ao transporte de materiais perigosos. Os camiões cisternas com produtos perigosos ficaram impedidos de passar pelas localidades e a passar exclusivamente pelas auto-estradas.  Também se melhoraram a segurança dos veículos e camionistas através de novas regulamentações sobre o transporte de mercadorias perigosas por estrada, tais como a obrigatoriedade da instalação de válvulas de alívio de pressão nas cisternas que transportam determinadas substâncias como gases liquefeitos inflamáveis. 
Na atualidade, o parque de campismo de Alfaques continua a sua atividade como qualquer outro. Numa das paredes exteriores do parque foi criado um mural em memória das vítimas, com uma estrela e uma inscrição por cada vítima.

## Cinema
O acidente de Alfaques foi o tema do filme alemão realizado em 2007 pelo austríaco Peter Keglevic, Tarragona- Ein Paradies in Flammen".

## Curiosidades
- Têm sido relatadas diversas aparências de fantasmas na área desde o terrível acidente. Um caso de um fantasma foi testemunhado por um homem no programa espanhol do Canal Cuatro, chamado Cuarto Millenio.

- Estava previsto que o filho do camionista acompanhasse o pai naquela viagem, mas felizmente para ele isso não aconteceu, salvando assim  a sua vida.